# Saint-Georges-du-Mesnil
 Saint-Georges-du-Mesnil  là một xã của tỉnh Eure, thuộc vùng Normandie, miền bắc nước Pháp.